# گلیکوزیل‌ترانسفراز

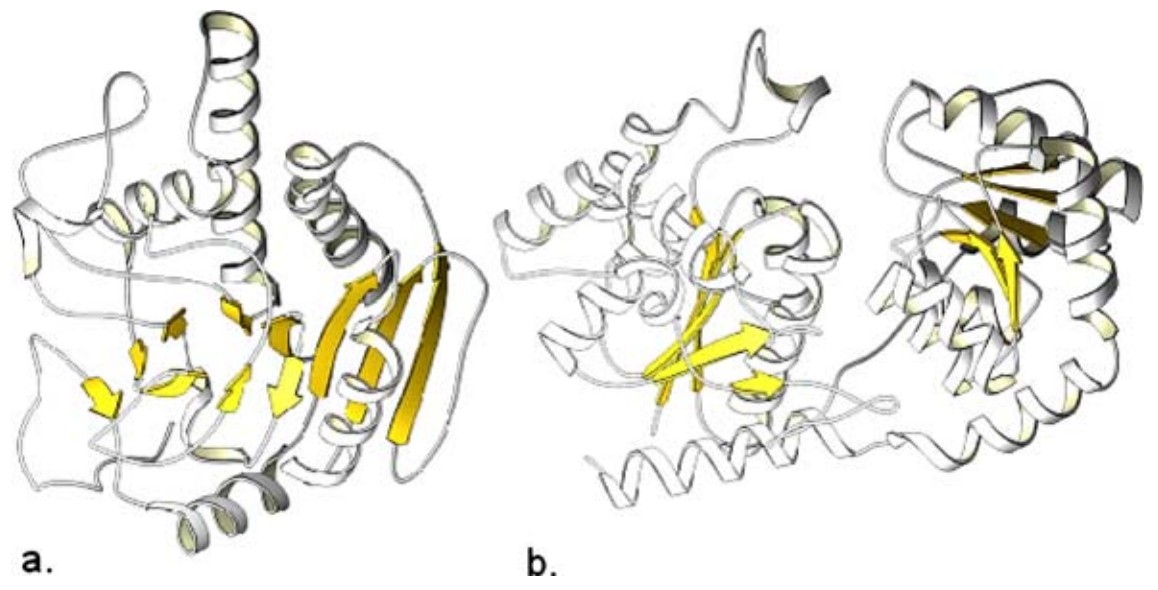
بیشتر گلیکوزیل‌ترانسفرازها دو نوع خمیدگی (تاشدگی) دارند: GT-A یا GT-B

گلیکوزیل‌ترانسفرازها (انگلیسی: Glycosyltransferase) که به اختصار GTFs یا Gtfs گفته می‌شوند، آنزیم‌هایی هستند که پیوندهای گلیکوزیدی طبیعی ایجاد می‌کنند. کار این آنزیم، انتقال پاره‌مولکول‌های ساکاریدی از یک قند نوکلئوتید (که به آن‌ها دهندهٔ گلیکوزیل هم می‌گویند) به یک مولکولِ هسته‌دوستِ گیرندهٔ گلیکوزیل است. هسته‌دوست مورد بحث، می‌تواند مولکول‌هایی با پایهٔ اکسیژن، کربن، نیتروژن و گوگرد باشد.
نتیجهٔ نهایی این انتقال گلیکوزیل، ممکن است یک دی‌ساکارید، گلیکوزید، الیگوساکارید یا پلی‌ساکارید باشد. برخی گلیکوزیل‌ترانسفرازها، سبب انتقال قند به فسفات غیر آلی یا آب می‌شوند. انتقال گلیکوزیل در ریشه‌های پروتئینی هم رخ می‌دهد، معمولاً به تیروزین، سرین و ترئونین که گلیکوپروتئین متصل به اکسیژن ایجاد می‌شود یا به آسپاراژین که گلیکوپروتئین متصل به نیتروژن ایجاد می‌شود. اگر عوامل مانوزیل به تریپتوفان منتقل شوند، «سی-مانوزیل تریپتوفان» ایجاد می‌شود که به فراوانی در یوکاریوت‌ها وجود دارد. ترانسفرازها از لیپیدها نیز به‌عنوان پذیرنده استفاده می‌کنند که گلیکولیپید ایجاد می‌شود و حتی گاهی از پذیرنده‌های فسفات قندی متصل به چربی را به کار می‌برند که یک نمونهٔ آن فسفات‌های دولیکول است.
به گلیکوزیل‌ترانسفرازهایی که از پذیرنده‌های قند نوکلئوتیدی استفاده می‌کنند، آنزیم‌های للویر هم می‌گویند که نامشان را از لوئیس فدریکو للویر دانشمند آرژانتینی می‌گیرند که کاشف قند نوکلئوتیدها بود و در سال ۱۹۷۰ بابت پژوهش‌هایش بر روی متابولیسم قندها، برندهٔ جایزه نوبل شیمی شد. آن دسته از گلیکوزیل‌ترانسفرازهایی که از پذیرنده‌های غیر نوکلئوتیدی همچون دولیکول یا پیروفسفات پلی‌پرنول استفاده می‌کنند، گلیکوزیل‌ترانسفرازهای غیر للویر نام دارند.
پستانداران تنها از ۹ دهندهٔ قند نوکلئوتیدی برای گلیکوزیل‌ترانسفرازها استفاده می‌کنند: اوریدین دی‌فسفات گلوکز، اوریدین دی‌فسفات گالاکتوز، اوردین دی‌فسفات -استیل‌گلوکزآمین، اوریدین دی‌فسفات-اِن-استیل‌گالاکتوزامین، اوریدین دی‌فسفات زایلوز، اوریدین دی‌فسفات گلوکورونیک اسید، گوانوزین دی‌فسفات مانوز، گوانوزین دی‌فسفات فوکوز، سیتیدین مونوفسفات-سیالیک اسید. فسفات این دهنده‌ها معمولاً با یک کاتیون دو ظرفیتی نظیر منگنز ترکیب است. البته آنزیم‌های مستقل از فلز نیز در این خانوادهٔ آنزیمی یافت می‌شود.
بسیاری از انواع گلیکوزیل‌ترانسفرازها، پروتئین‌های تراغشایی تک-عبوری هستند و اغلب متصل به غشاء دستگاه گلژی هستند.

## تعیین گروه خونی
سیستم گروه خونی ABO بر این اساس تعیین می‌شود که چه نوعی از گلیکوزیل‌ترانسفرازی در بدن بیان شده است.